# Eliza Orzeszkowa
Eliza Orzeszkowa (née Pawłowska des armoiries Korwin, le 6 juin 1841 à Miłkowszczyzna et morte le 18 mai 1910 à Grodno) est une romancière polonaise associée au positivisme, un courant philosophique lancé au XIXe siècle par Auguste Comte. Elle est connue pour ses prises de position en faveur de l’émancipation des femmes. Dans son œuvre, elle traite des conditions sociales de son pays occupé en se rangeant résolument du côté des faibles et des opprimés : les femmes, les paysans et les Juifs. En 1905, elle est nommée au prix Nobel de littérature.

## Biographie
Eliza Pawłowska grandit dans une famille de hobereaux libéraux, propriétaires terriens de Miłkowszczyzna (aujourd'hui en Biélorussie). Son père meurt alors qu’elle n’a que trois ans. En 1852, elle est envoyée en pension chez les sœurs du Saint-Sacrement à Varsovie, où elle rencontre Maria Wasiłowska, future poète connue sous le nom de Maria Konopnicka. Leur amitié, fondée sur des goûts littéraires communs, survit jusqu'à leurs morts.
En 1858, à l'âge de seize ans, elle exauce le souhait de sa famille et se marie avec Piotr Orzeszko, un noble polonais de deux fois son âge. Le ménage n'est pas heureux, mais à Ludwinowo, la propriété de son mari près de Kobryń, Eliza Orzeszkowa a l'occasion de s'engager pour les réformes du système agraire et social. Elle mène ses activités au mécontentement de son époux, qui consent cependant à ce qu'elle ouvre une école pour les enfants des paysans.
Eliza Orzeszkowa prend une part active à la préparation du soulèvement polonais de 1863, fait passer des messages et de la nourriture aux insurgés et cache dans son manoir le chef de la révolte Romuald Traugutt que les Russes pendirent plus tard sur les glacis de la Citadelle de Varsovie. Après la défaite de l'insurrection, les biens de Piotr Orzeszko sont confisqués et lui-même déporté dans la province de Perm. Contrairement à l'usage, Eliza Orzeszkowa ne suit pas son mari en Sibérie. Elle retourne au domaine paternel de Miłkowszczyzna où elle doit faire face aux mêmes difficultés que la plupart des domaines polonais dans l'empire russe de ce temps : persécutions, répressions économiques, difficultés d'adaptation à la nouvelle situation économique après l'abolition du servage de 1861.
Ces épreuves la font mûrir et réfléchir aux rapports du riche et du pauvre, du privilégié et du déshérité, de l'exploiteur et de l'exploité, et à la condition de la femme. C'est à cette époque, marquée par l’absence des hommes, décimés lors des deux insurrections, émigrés ou déportés, que le rôle intellectuel et politique de la femme polonaise devient effectif, et Eliza Orzeszkowa en est l’illustre représentante. Elle commence à écrire et établit des contacts avec les revues positivistes de Varsovie Tygodnik Ilustrowany et Przegląd Tygodniowy. En 1866, elle publie sa première nouvelle, Portrait de la grande famine, construite sur un contraste simple mais saisissant entre un village affamé et un manoir en fête.
En 1867, après le retour de son mari, elle demande la séparation qu'elle obtient deux ans après. Elle se lie à l'avocat et activiste social Stanisław Nahorski, qu'elle épousera officiellement en 1894, son premier mari étant mort, après une relation amoureuse de presque trente ans,.

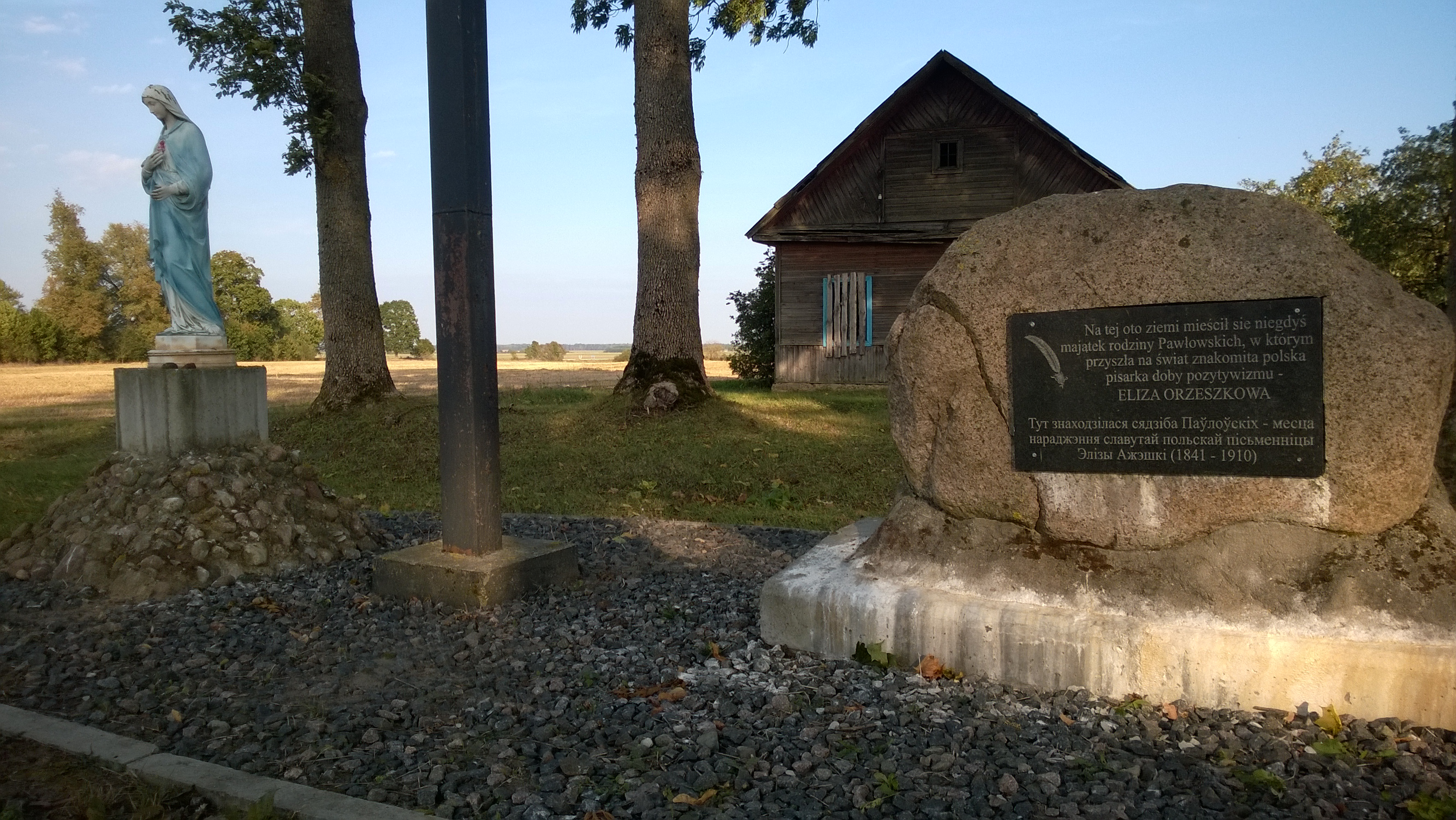
Plaque commémorant le lieu de naissance de l'écrivaine à Miłkowszczyzna

À partir de 1869, après la vente du domaine de Miłkowszczyzna criblé de dettes, Eliza Orzeszkowa vit à Grodno. En 1879-1882, elle séjourne à Wilno, où elle est copropriétaire d'une maison d'édition qui publie des livres, des calendriers et un magazine humoristique. Mais les autorités tsaristes désapprouvent rapidement cette activité et ferment sa maison d'édition.
Le dernier ouvrage de la romancière, la nouvelle Gloria victis qui paraît en 1910, est un hommage poignant et poétique aux insurgés polonais de 1863 : de vieux arbres confient au vent l'histoire d'un petit tertre érigé dans la clairière et ce murmure terrifiant fait tressaillir toute la forêt de douleur. Malade du cœur depuis 1902, Eliza Orzeszkowa meurt le 18 mai 1910 à Grodno où elle est enterrée au cimetière catholique de la ville.

## Carrière littéraire
Humaniste militante, Eliza Orzeszkowa a écrit plus de trente romans, des drames et des nouvelles.
Maria Dąbrowska, une autre grande écrivaine polonaise, dans son essai consacré à la romancière explique son succès et sa place durablement acquise dans le panthéon des auteurs polonais par « des marques d’un grand art, un savoir effarant des passions humaines, un pittoresque inégalé dans la description et une justesse psychologique pénétrante ».
Au fil du temps, le discours didactique de ses premiers écrits s'estompe et la simple illustration romancée de la thèse défendue cède la place à une observation sensible de la complexité de la vie.
Orzeszkowa est l'une des premières femmes polonaises à parler publiquement de l'émancipation. Dans son essai Quelques mots à propos des femmes (1870), puis les romans Marthe (1873), Monsieur Graba (Pan Graba,1872) et Maria (1877), elle réclame pour les femmes une éducation capable de leur assurer une indépendance et la possibilité de gagner leur vie, dénonçant les innombrables obstacles que rencontre une femme se retrouvant seule avec des enfants à charge.
Elle s’intéresse aussi vivement à la situation des Juifs. Son roman Eli Makower (1875) décrit les relations entre la communauté juive et la population polonaise. Personnage cynique au départ, Eli se rend compte que ses actions peuvent nuire aux futures relations entre Juifs et Polonais. Meir Ezofowicz (1878) traite du conflit entre l'orthodoxie juive et le libéralisme moderne. Son action se déroule dans un shtetl où s'affrontent, les Todros, rabbins de père en fils, chassés d'Espagne par l'Inquisition, et les Ezofowicz, riches négociants descendant des Khazars. Le jeune Meir Ezofowicz - en hébreu Meir signifie " celui qui illumine " - se dresse contre les traditions. Il refuse d'épouser une riche héritière, lui préférant une juive hérétique démunie qu'il aime. En découvrant un vieux document écrit par son ancêtre qui préconise l'abandon de l'intolérance religieuse et le rapprochement des juifs des non-juifs, il en fait la lecture à ses coreligionnaires. Cet acte lui vaut l'excommunication prononcée par le rabbin Isaac, dernier descendant des Todros. Sa bien-aimée mourra. Chassé du village et maudit par le kabbaliste, Meir s'en ira seul vers le monde à la recherche de sa vérité. En 1882, Orzeszkowa développe encore davantage ses idées sur la place importante de la communauté juive dans l'étude Des Juifs et de la question juive.
Eliza Orzeszkowa est également très sensible à la question de l'indépendance polonaise. En 1880, elle signe un article intitulé Patriotisme et Cosmopolitisme dans lequel elle explique que l'amour de son pays consiste à aimer les biens spirituels de son peuple. Son patriotisme n'a rien de nationalisme étroit.
En 1888 parait son roman le plus célèbre et considéré comme un des plus remarquables de la littérature polonaise : Nad Niemnem (Sur les rives du Niémen). Ce vaste tableau de la société présente le spectre des attitudes et des positions adoptées par la noblesse polonaise après l'insurrection de 1863 ,. Apologie de la nature, il est également un vibrant hommage rendu à la beauté du pays natal de l'écrivaine. Dans ce mélodrame, noble mais pauvre, Justyna Orzelska, éconduite par son riche cousin, Zygmunt Korczyński, a le cœur brisé. Mais petit à petit et sans vraiment s'en apercevoir, elle tombe amoureuse de Jan Bohatyrowicz. De condition sociale bien inférieure, il impressionne et captive la jeune femme avec les récits des ancêtres glorieusement tombés lors du soulèvement et il éveille en elle l'esprit de patriotisme.
Dans Cham (Le Rustre) paru la même année, la romancière conte le drame d'un paysan au cœur noble, pêcheur, solitaire et penseur, qui épouse une ancienne femme de chambre, obligée de fuir la ville. Orzeszkowa brosse un portrait psychologique parfait d'une femme névrotique, profondément insatisfaite de la vie et qui s'enfonce dans la maladie mentale et l'autodestruction.
En 1905, Eliza Orzeszkowa est présentée aux côtés d’Henryk Sienkiewicz et Léon Tolstoï pour le prix Nobel de littérature. Celui-ci est finalement décerné à Henryk Sienkiewicz. Selon les documents officiels du comité du prix Nobel, l'idée de diviser le prix entre les deux auteurs polonais a été rejetée et seul ce dernier a été lauréat.
Une grande partie de sa production est également disponible en traduction allemande.

## Adaptations au cinéma

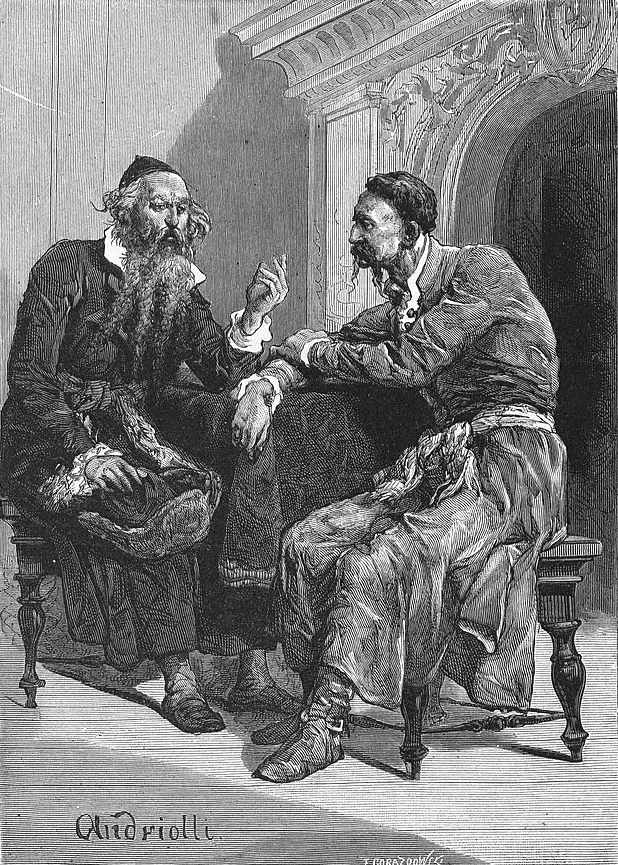
Illustration dans Meir Ezofowicz par Michał Elwiro Andriolli (1836-1893)

- 1911 : Meir Ezofowicz réalisé par Józef Ostoja-Sulnicki
- 1931 : Cham (Le Rustre) réalisé par Jan Nowina-Przybylski
- 1939 : Nad Niemnem (Sur les bords du Niémen) réalisé par Wanda Jakubowska et Karol Szołowski

- 1980 : Cham (Le Rustre) réalisé par Laco Adamik
- 1987 : Nad Niemnem (Sur les bords du Niémen) réalisé par Zbigniew Kuźmiński

## Œuvres traduites en français
- Histoire d'un juif, traduit du polonais par Władysław Mickiewicz, Paris, Louis Westhausser, 1887, (ISBN 2013373066)
- Le Rustre (Cham,1888)  traduit du polonais par Victoria Achères. Introduction de Paul Cazin
- Les Aventures du petit Jean, traduit du polonais par Léon Golschmann et Ernest Jaubert, illustrations de René Lelong, Paris, Firmin-Didot, 1894,  (ISBN 2013617380)
- Idylles brisées, traduit du polonais par V. de Zabiello, Paris, éditeur Dujarric
- Meyer et Isaac : roman de mœurs juives, traduit du polonais par B. Kozakiewicz, Paris, Bibliothèque-Charpentier, 1909,
- Meïr Ezofowicz (Meir Ezofowicz, 1878) traduit du polonais par Władysław Mickiewicz, préface d'Annie Kriegel, postface d'Alexandre Derczansky, illustrations de Michał Elwiro Andriolli, Paris, édition Robert Laffont, 1983  (ISBN 978-2221010556)
- Marta, traduit du polonais et annoté par Richard Wojnarowski, Paris, Editions BoD, 2024, 248 pages,  (ISBN 9782322559480)